# Campeonato Sul-Mato-Grossense Série B 2018
In 2018 werd het negentiende Campeonato Sul-Mato-Grossense Série B gespeeld voor voetbalclubs uit de Braziliaanse staat Mato Grosso do Sul. De competitie werd georganiseerd door de FFMS en werd gespeeld van 3 november tot 1 december. Aquidauanense werd  kampioen.

## Eerste fase
| Plaats | Club          | Wed. | W | G | V | Saldo | Ptn. |
| ------ | ------------- | ---- | - | - | - | ----- | ---- |
| 1.     | Aquidauanense | 4    | 4 | 0 | 0 | 7:1   | 12   |
| 2.     | Chapadão      | 4    | 2 | 1 | 1 | 10:5  | 7    |
| 3.     | Maracaju      | 4    | 2 | 1 | 1 | 6:3   | 7    |
| 4.     | Moreninhas    | 4    | 0 | 1 | 3 | 3:6   | 1    |
| 5.     | Coxim         | 4    | 0 | 1 | 3 | 0:11  | 1    |

|  | Kampioen, promotie naar Série A 2019 |
|  | Promotie naar Série A 2019           |

### Kampioen
| Campeonato Sul-Mato-Grossense de 2018 - Série B |
| Mato Grosso do Sul                              |
| ----------------------------------------------- |
| AQUIDAUANENSE Kampioen (1° titel)               |